# 致父親母親
《致父親母親》（：／），為韓國KBS電視台由2004年10月16日起播放的週末連續劇。由《火花》、《誰是我的愛》的鄭乙永導演與金秀賢作家再度合作打造。此劇是一部主要描述圍繞安氏一家所發生的事的家庭長劇。通過刻畫獨自照顧自閉症兒子的堅韌女性，讓人們反省家庭的可貴和重要，并引起人們對婚姻、家庭的深刻思考，特别是尖銳地指出對子女的責任，對於丈夫而言是可以回避的，但却是妻子應盡的義務的這樣一種社會現實。

## 劇情介紹
此劇的名字是因為安家的一家之主安在孝會把家裏所發生的事寫成信，給死去的父母而得來的。主要講述善良的安氏家庭成員們，忍受着痛苦和艱辛、善待别人、相亲相爱、 努力生活的故事。

## 人物介紹
- 宋在浩（朝鲜语：송재호） 飾 安在孝

一間鄉村小學的副校長，誠實他們的父親，常教子女們人生道理。當了副校長後，就一直等待成為校長，光榮退休，但他卻常常落選。
- 金海淑 飾 金玉華

安家孩子們的母親，一名家庭主婦，最喜歡在家大聲高歌。她非常疼愛兒女們，常常替大兒子智桓的婚事著緊。
- 金喜愛 飾 安誠實

安家的大女兒，36歲，讀大學時因昌秀的熱烈追求而與他結婚，婚後育有女兒與兒子。可是，昌秀因兒子是發育遲緩兒童而漸漸對誠實冷淡起來，她後來更加發現丈夫有外遇而與他離婚。
- 許峻豪 飾 昌修

誠實的丈夫，一間建築公司的社長。小兒子被證實是發育遲緩兒童後，開始對誠實冷淡起來，更常醉酒回家粗爆對待誠實，酒醒後卻記不起所做的事。
- 宋善美 飾 宋雅莉

29歲，大公司的太子女，是智桓的學妹。交往了一段時，被智桓以身分懸殊的理由拒絕後，仍未對他死心，更要求與他結婚。
- 李敏英 飾 宇美妍

郵局的一名職員，安政桓的小學同學。她因母親是開食店而常在回家後幫忙。
- 張鉉誠 飾 安志桓

安家的長子，30歲還是未婚，在銀行當職員。他的大學學妹宋雅蘭是大企業的太子女，兩人曾交住一段時間，並且對智桓要求結婚，但他覺得門不當戶不對而拒絕。
- 李棟旭 飾 安政桓

安家的次子，28歲，他帥氣的外貌吸引了不少女孩。政桓定下5年內賺5億的目標並對他的父親許下5年後給他兩億元支票的承諾，因此，他不停兼職，以開食店為第1步。
- 李幼梨 飾 安誠美

安家的幼女，24歲，在市內生活，難得父親生日，才回到鄉下探父母，她常常覺得自己的生活很平凡。現在被富家公子李亨表追求。
- 鄭俊 飾 李邢彪

有錢的公子哥兒，對誠美熱烈追求。
- 金甫娟 飾 安今珠

在孝的妹妹，安家孩子們的姑姑。她常笑容滿臉，做事卻常粗心大意，但卻是一間髮型屋的老闆，工作起來非常認真。
- 朴智美（朝鲜语：박지미） 飾 朴秀亞

誠實的女兒，心智成熟，知道父親有外遇，但仍勸他回心轉意。
- 俞承豪 飾 俊怡

誠實的兒子，被證實是智力發育遲緩，很容易產生情緒問題。

## 外部連結
- 韓國KBS官方網站 （页面存档备份，存于）
- 台視官方網站 （页面存档备份，存于）（繁體中文）
- 緯來電視網官方網站（繁體中文）

| KBS 週末劇                                   | KBS 週末劇                                     | KBS 週末劇 |
| -------------------------------------------- | ---------------------------------------------- | ---------- |
|                                              | 致父親母親 （2004年10月16日－2005年6月5日）    |            |
| 愛情的條件 （2004年3月20日－2004年10月10日） | 悲傷啊，再見！ （2005年6月11日－2006年1月1日） |            |

| 臺灣 台視主頻 每週一至週五 20:00 - 21:30     | 臺灣 台視主頻 每週一至週五 20:00 - 21:30      | 臺灣 台視主頻 每週一至週五 20:00 - 21:30 |
| -------------------------------------------- | --------------------------------------------- | ---------------------------------------- |
|                                              | 說不出的愛 （2005年10月24日－2005年12月30日） |                                          |
| 我最愛的人 （2005年8月17日－2005年10月21日） | 愛情餐歌 （2006年1月2日－2006年2月8日）       |                                          |

| 臺灣 緯來戲劇台 每週一至週五 22:00 - 23:00    | 臺灣 緯來戲劇台 每週一至週五 22:00 - 23:00 | 臺灣 緯來戲劇台 每週一至週五 22:00 - 23:00 |
| --------------------------------------------- | ------------------------------------------ | ------------------------------------------ |
|                                               | 說不出的愛 （2005年11月29日－2006年3月）   |                                            |
| 愛在陽光裡 （2005年10月24日－2005年11月28日） | 草山春暉 （2006年3月31日－2006年5月）      |                                            |

| 中国 湖南衛視 金鹰独播剧场 每日22:00 - 24:00         | 中国 湖南衛視 金鹰独播剧场 每日22:00 - 24:00   | 中国 湖南衛視 金鹰独播剧场 每日22:00 - 24:00 |
| ---------------------------------------------------- | ---------------------------------------------- | -------------------------------------------- |
|                                                      | 說不出的愛 （2009年11月27日－2010年1月16日）   |                                              |
| 传闻中的七公主 (重播) （2009年10月－2009年11月26日） | 愛上琉璃苣女孩 （2010年1月16日－2010年2月5日） |                                              |

1. ↑  湖南卫视再造家庭温情大戏 《说不出的爱》接档